# Antonio Navarro Santafé

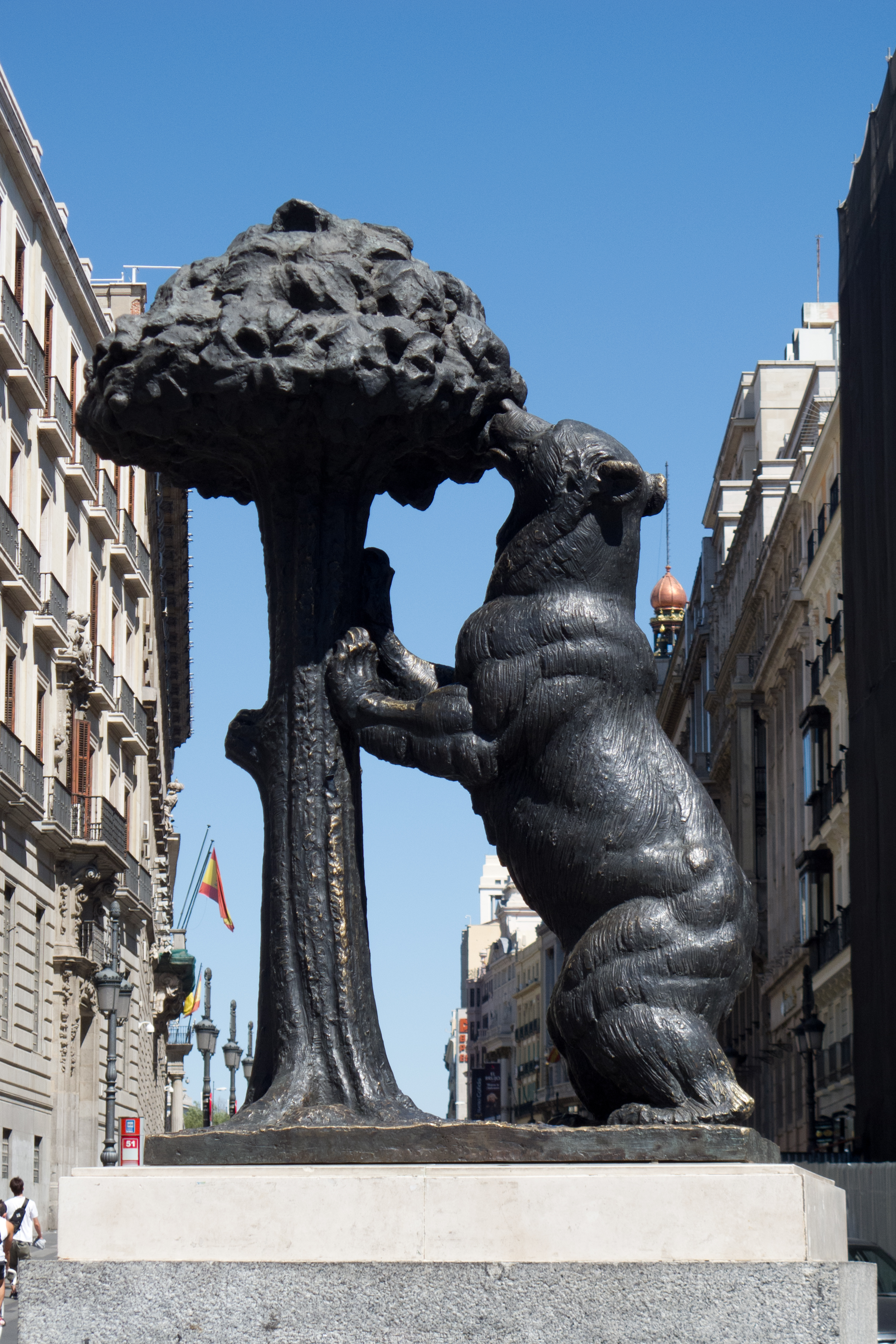
La escultura del oso y el madroño en la Puerta del Sol de Madrid, obra de Navarro Santafé.

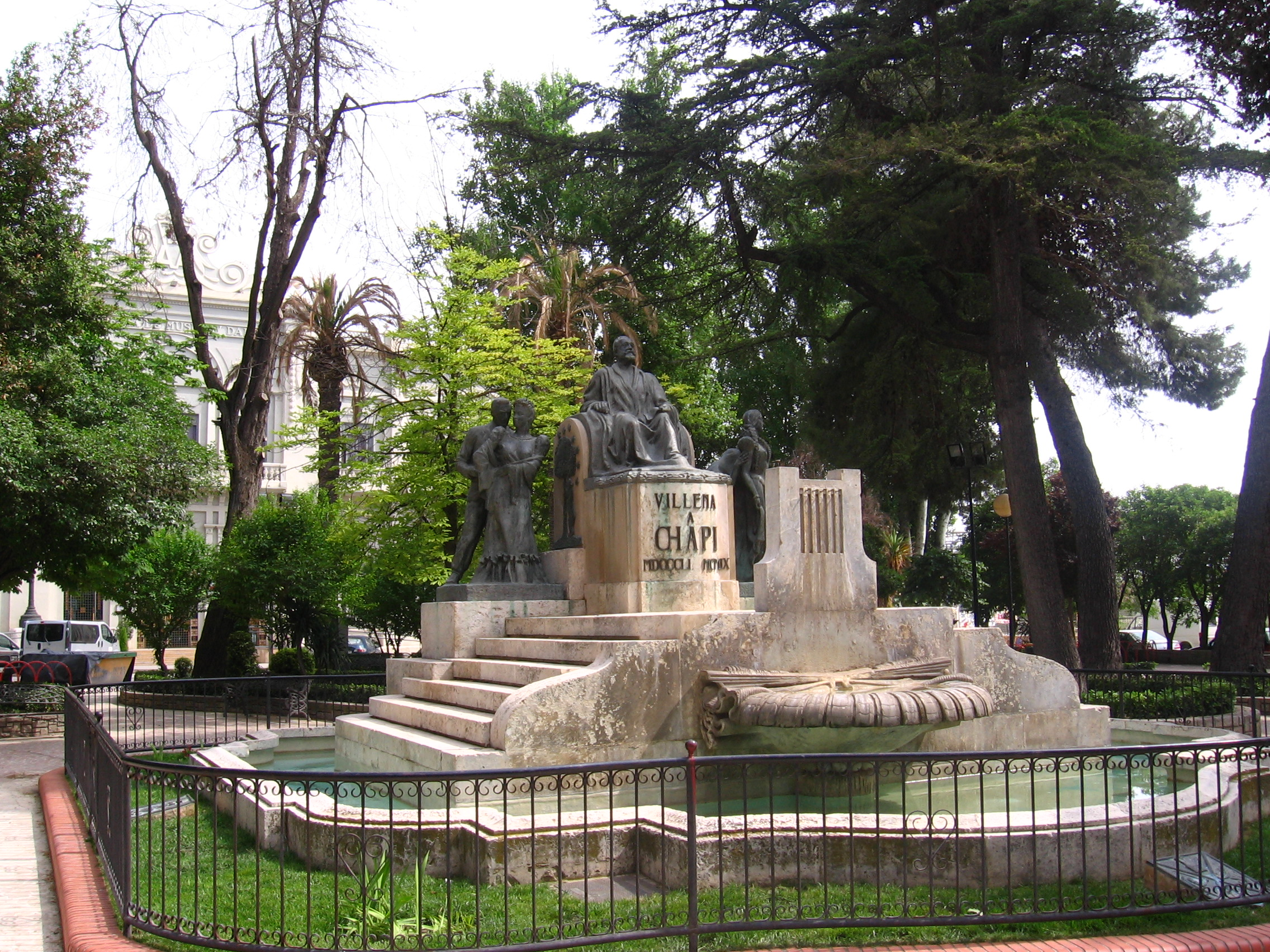
Monumento a Chapí en Villena, realizado por Navarro Santafé.

Antonio Navarro Santafé (Villena, Alicante, 22 de diciembre de 1906-íd., 16 de noviembre de 1983) fue un escultor español. El 24 de abril de 1983 fue nombrado Hijo Predilecto de la ciudad de Villena.

## Biografía
Nacido en una familia humilde de agricultores, él era el séptimo hijo de nueve hermanos. La familia carecía de dinero suficiente y por eso tenían problemas económicos y para sanar sus problemas su padre y sus dos hermanos mayores emigraron a Argentina. Tiempo después, su madre vendió el resto de bienes familiares y, al cabo del tiempo, se trasladaron a vivir a Madrid en 1913 a la calle Atocha, n.º 9.
En Madrid, desde los once años, tuvo que trabajar para ayudar en las necesidades de la casa. Poco después pasó al estudio del escultor castellonense José Ortells López, discípulo de Benlliure, y allí realizó su primera escultura, una cabeza que título "Campesino". A partir de 1930 comienza a realizar importantes trabajos. Más tarde marcha a Valencia a la Escuela de Bellas Artes de San Carlos y luego ingresa como profesor en la Escuela de Cerámica de Madrid. Posteriormente es nombrado profesor de Dibujo en el Colegio de San Ildefonso de Madrid y Maestro Cantero del Ayuntamiento de la Villa. 

## Vida personal

### Tartamudez
Padecía de tartamudez, lo que le imprimió un carácter tímido y poco dado a tejer "relaciones sociales". Esto le valió cierta dependencia de intermediarios que no siempre supieron pagar adecuadamente su trabajo o aceptar trabajos de modelado para la firma de otros escultores.

Sobre esto, él mismo escribió:
"Cuando empecé a ser mayor, ya años viviendo en Madrid, y quise luchar contra el tremendo defecto que ya notaba me hacía daño, me lo corregí algo haciendo gimnasia respiratoria; luego alguien me recomendó que leyera en voz alta, silabeando, y me leí entero el Quijote de tal modo, y respirando profundamente. En la altura de mi vida debo reconocer que me ha servido en ocasiones el uso de tal práctica que ya de manera constante mantuve siempre, pero cualquier debilidad física, cualquier momento u ocasión que afectara a mis nervios, me hacía recaer en la sima de ese mal."

### La madre
Su madre fue su gran valedora para que siguiera su vocación en la escultura. A su madre le confiaba todos sus proyectos, encargos y era la que primero veía sus trabajos y le daba su opinión sobre ellos. La madre se ocupaba del orden y limpieza del estudio de trabajo del escultor, así como de secretaria cuando era preciso.Su fallecimiento en febrero de 1945 en Madrid supuso un golpe emocional para el escultor.

## Obras notables
Navarro Santafé fue un escultor que cultivó temática diversa, que va desde la imaginería de vírgenes y santos, en talla y mármol, al retrato en busto, en el que consigue sensacionales logros, con un parecido exacto a sus retratados, tanto en piedra como en bronce. 

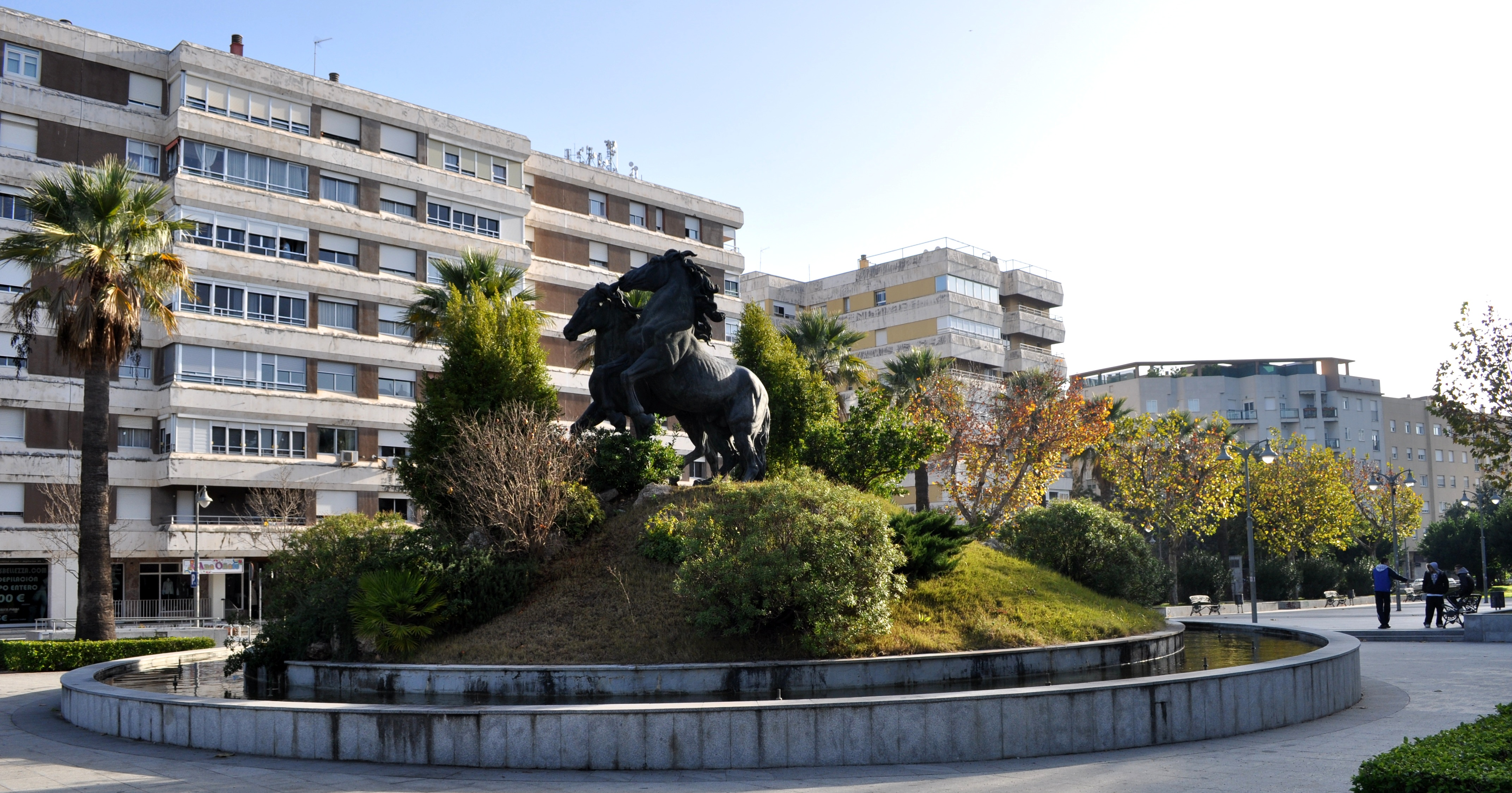
Monumento al Caballo. Jerez de la Frontera

- 1939. Virgen de las Virtudes, Patrona de Villena.
- 1947. Monumento a Ruperto Chapí, monumento al músico de Villena en su Villena natal.
- 1959. Virgen de Santa María La Blanca para el enterramiento de los Duques de Marchena, en San Sebastián.[7]
- 1967. Estatua del Oso y el Madroño en la plaza Puerta del Sol de Madrid.
- 1968. Monumento al Oso de Berlín, en el Parque de Berlín, en Madrid.[8]
- 1968. Busto del Doctor Lafuente Chaos, en la sede del Colegio Médico de la ciudad de Guadalajara.
- 1970. Monumento al Caballo de Jerez de la Frontera, considerada como una de sus obras culmen.
- 1973. Monumento al Toro de Lidia en el Puerto de Santa María[9]
- 1983. Sueño Cinegético, en el Museo de Villena.[10]